# Fernando Sánchez Costa
Fernando Sánchez Costa (Barcelona, 22 de febrer de 1984) és un historiador i polític català, diputat al Parlament de Catalunya en la X i XI Legislatura. És des de 2019 el president de l'entitat Societat Civil Catalana.

## Biografia
Llicenciat en Humanitats (Premi Extraordinari de Final de Carrera, 2006) i Periodisme (2007) a la Universitat Internacional de Catalunya, on també s'hi va doctorar en Història Contemporània amb la tesi Memòria pública i debat polític a la Barcelona republicana (1931-1936). Ha publicat llibres i articles acadèmics sobre història contemporània i teoria de la història. Durant 2004 i 2005 va fer pràctiques periodístiques a la COPE i El Punt, i de 2007 a 2011 ha estat professor d'antropologia, filosofia i història a la Universitat Internacional de Catalunya.
Fou elegit diputat dins les llistes del Partit Popular a les eleccions al Parlament de Catalunya de 2012. Ha estat secretari de la Mesa de la Comissió de Cultura i Llengua del Parlament de Catalunya i portaveu del grup parlamentari popular en la Comissió de la Infància. A les eleccions al Parlament de Catalunya de 2015 formarà part amb el número 9 de la llista del PP per Barcelona.
En el pla personal, Fernando Sánchez Costa està casat i té dos fills. Des de fa més de deu anys col·labora en diverses iniciatives de voluntariat social i de promoció cultural (especialment amb joves immigrants d'escassos recursos).

## Obres
- A l'ombra del 1714. Memòria pública i debat polític a la Barcelona de la Segona República. Editorial Círculo Rojo, 2013, 750 pág.
- Juan XXIII: Un campesino en el Vaticano. Editorial Casals, Barcelona, 2013.
- A vueltas con el pasado. Historia, memoria y vida. (amb Joan-Lluís Palos) Edicions de la Universitat de Barcelona, Barcelona, 2013.